# 覆堂
覆堂（ふくどう、おおいどう、さやどう）は、貴重な文化財や史跡等を風雨から保護するため、それらを覆うように建設された簡易な建築物。鞘堂（さやどう）、覆屋（おおいや）とも言う。また、室町時代中期建立の中尊寺金色堂旧覆堂のように、もともと覆堂として造られながら、年月を経てそれ自体に文化財的価値が生まれた例もある。明確的な定義は存在せず、原爆ドームの保存・整備方針にあるように、現代においても比較的新しい近代建築等の史跡を保護するために、それらを覆う建築物も覆堂の一種とされる。

## 覆堂の例

中尊寺金色堂覆堂
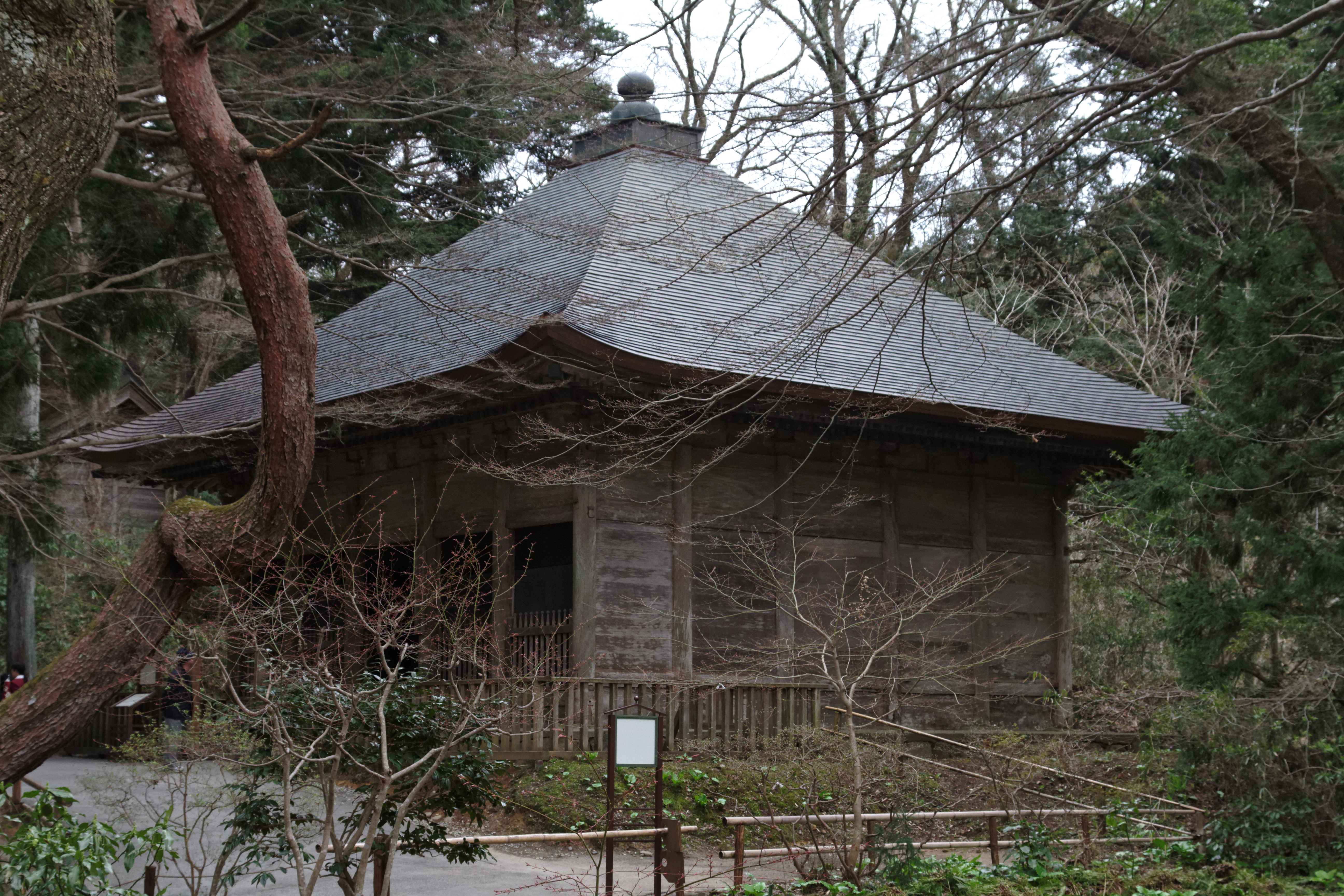
中尊寺金色堂旧覆堂
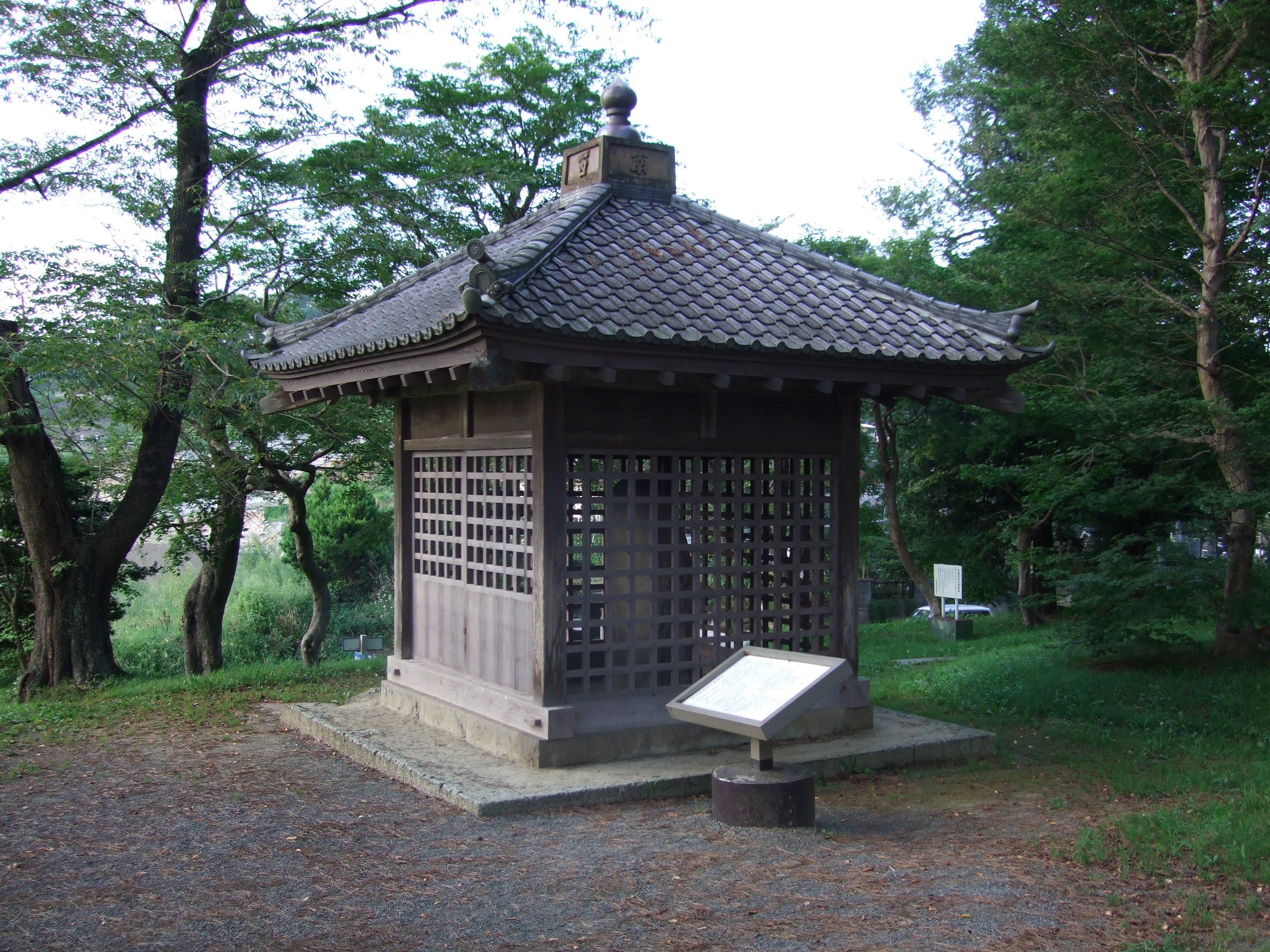
多賀城碑覆堂
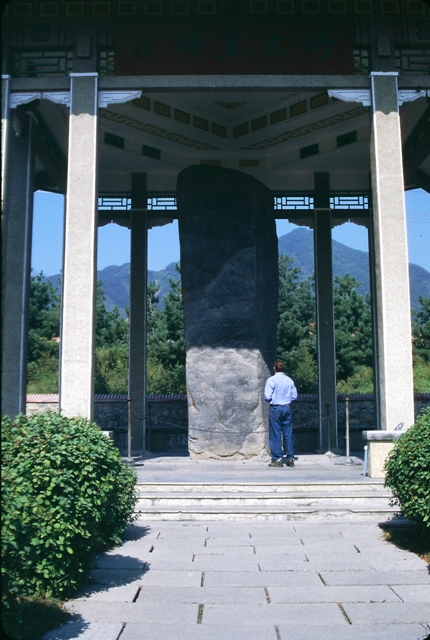
広開土王碑覆堂